# 591 Ірмґард
591 Ірмґард (591 Irmgard) — астероїд головного поясу, відкритий 14 березня 1906 року Августом Копфом у Гейдельберзі.